# Buteo solitarius
Buteo solitarius là một loài chim trong họ Accipitridae.

## Hình ảnh

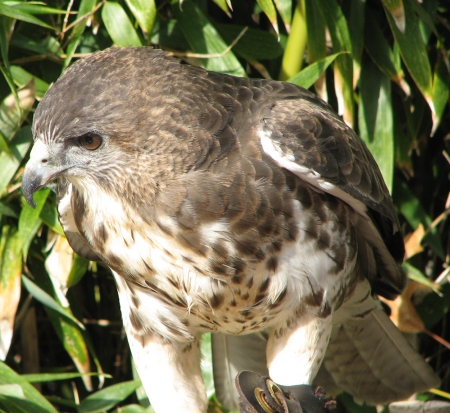
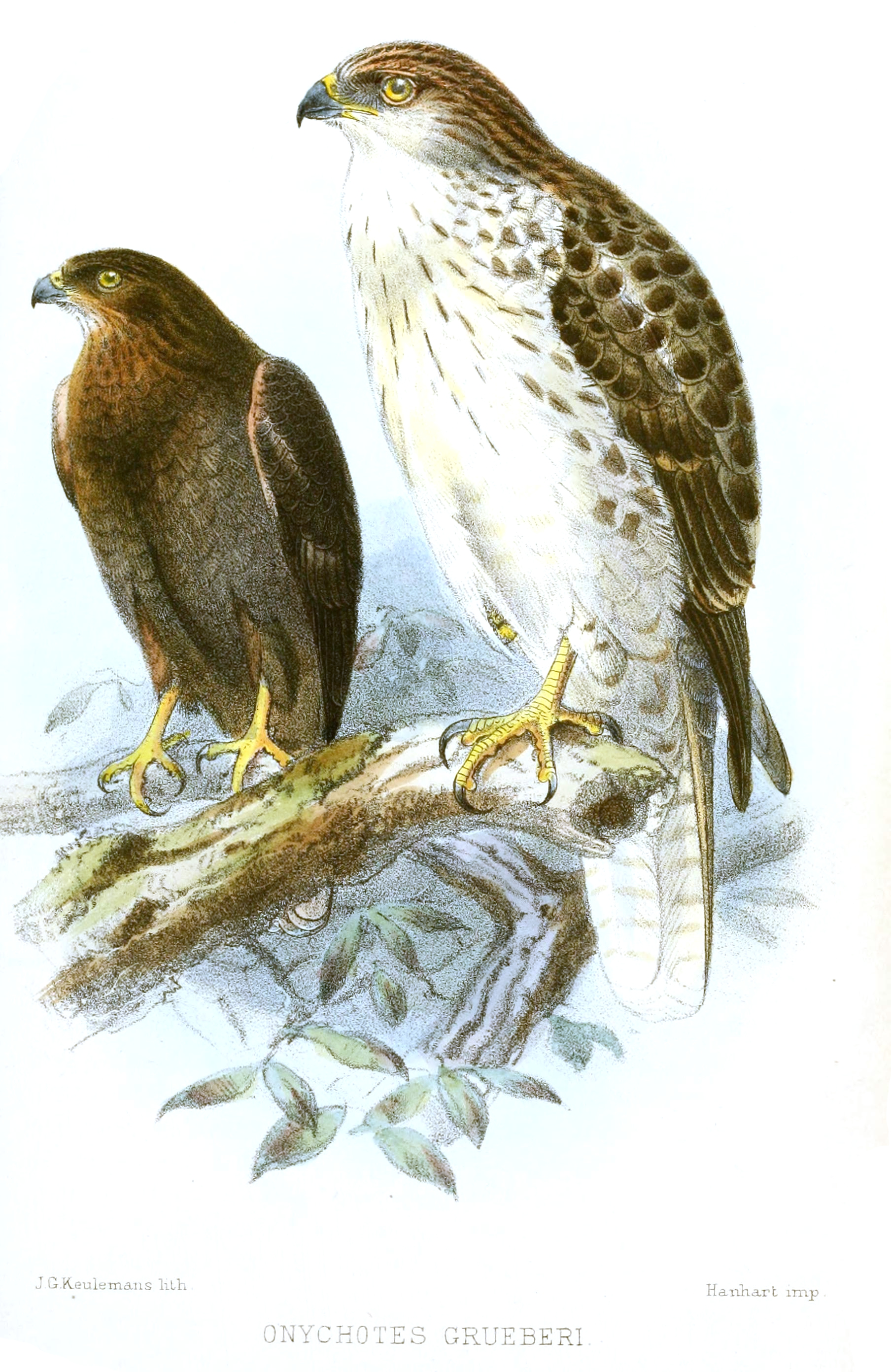